# Шейбокас, Юстинас
Юстинас Шейбокас (лит. Justinas Šeibokas, 4 января 1929, Каунас — 2 августа 2015, Вильнюс) — литовский архитектор; лауреат премии Совета министров СССР (1980), заслуженный архитектор Литовской ССР (1985).

## Биография
Окончил факультет архитектуры Художественного института Литовской ССР в 1954 году. До 1959 года работал в Научной реставрационно-производственной мастерской. Работал главным архитектором сначала в Институте коммунального хозяйства в Вильнюсе (1959—1965), затем в Институте проектирования городского строительства (1965—1986). 
С 1987 года возглавлял собственную проектную студию J. Šeiboko architektūros studija. Одновременно в 1986—2005 годах в Вильнюсском техническом университета Гедимина (до 1991 года Вильнюсский инженерно-строительный институт); профессор (1986). 

## Проекты
Разработал проект реконструкции Старого города в Вильнюсе (совместно с архитекторами Kазимерасом Шяшяльгисом и Сигитасом Ласавицкасом; 1958).
Автор проектов зданий административного и общественного назначения, главным образом в Вильнюсе, а также в других городах Литвы — в Паланге, Паневежисе, Утене.
Важнейшие проекты в Вильнюсе:
- гостиница «Туристас» (1974; реконструировалась в 1999 и 2003 годах; ныне „Best Western Hotel Naujasis Vilnius“)
- комплекс связи на перекрёстке улиц Вильняус и Палангос (с соавторами, 1979; ныне Министерство здравоохранения Литовской Республики; премия Совета министров СССР, 1980)
- Здание Литпотребкооперации на проспекте Гедимина (1985)
- Административное здание Lietuvos spauda (1997, ныне Высшая школа права и бизнеса)
- Здание Литовского сберегательного банка (ныне Swedbank) на проспекте Саванорю 15A (совместно с архитектором Юрате Моцкене, 1997)

В Паланге по проекту Шейбокаса построен дом отдыха (1981), в Паневежисе — гостиница «Туристас», в Утене — многофункциональный спортивный комплекс (2009).

## Награды и звания
- Премия Совета министров СССР (1980)
- Заслуженный архитектор Литовской ССР (1985)
- Орден рыцаря архитектуры Союза архитекторов Литвы (1999)